# Adventssalme
Adventssalme er en salme der omhandler Jesu komme. Adventssalmer bliver typisk sunget de sidste fire uger op til jul, i adventstiden.
Kendte adventssalmer er:
- Vær velkommen, Herrens år
- En rose så jeg skyde
- Gør døren høj
- Blomstre som en rosengård
- Det første lys er ordet

| Kristendom | Spire Denne artikel om kristendom er en spire som bør udbygges. Du er velkommen til at hjælpe Wikipedia ved at udvide den. |